# Ceroplastes itatiayensis
Ceroplastes itatiayensis är en insektsart som beskrevs av Hempel 1938. Ceroplastes itatiayensis ingår i släktet Ceroplastes och familjen skålsköldlöss. Inga underarter finns listade i Catalogue of Life.